# Kiko Pissolato
Francisco José Rodrigues de Moraes Pissolato (Piracicaba, 6 de maio de 1980), nome artístico de Kiko Pissolato, é um ator, escritor, empresário, diretor de teatro e roteirista brasileiro,mais conhecido por interpretar O Doutrinador no cinema.

## Biografia
Nasceu em Piracicaba, mas desde muito novo foi criado em Cosmópolis, ambas cidades do Interior de São Paulo. Filho da artista plástica Lis Maria Pissolato e do engenheiro Wilson Pissolato, tem dois irmãos sendo ele o filho do meio. Aos 17 anos de idade, mudou-se para São Paulo, onde estudou Educação Física na Universidade de São Paulo. Sempre esportista, praticou (e ainda pratica) várias modalidades, tendo participado de algumas competições na adolescência. Com o sonho da vida artística desde criança, na capital paulista estudou na Escola de Atores Wolf Maya, após graduar-se em Educação Física. Fazendo também alguns trabalhos como modelo.

## Carreira
Em 2004, estreou como ator profissional no teatro, no espetáculo Em Outubro Flores, com direção de David Rock no Teatro Augusta. Na sequência, fez várias outras peças teatrais, atuou em cinco novelas para a Internet, dentre elas Umas e Outras que é considerada a primeira novela interativa do Brasil. Sua estreia na TV aberta foi na novela Cama de Gato da Rede Globo e, 2009, uma participação em um capítulo. Após isso, fez pequenas participações nas séries Força Tarefa e Na Forma da Lei. Além da Globo, fez participações na séries Julie e os Fantasmas da Band e Nickelodeon e O Negócio da HBO. Enquanto atuava em peças, comerciais e curta-metragens. Em 2011, atuou em sua segunda novela, Insensato Coração. Onde viveu Manolo, personagem de maior expressão. Em 2012, atuou em Avenida Brasil como Jair, em uma aparição de poucos capítulos, mas marcante em sua carreira.
Em 2013, ganhou fama e ficou conhecido pelo público pelo seu papel na novela Amor à Vida (o mais importante de sua carreira até hoje). Onde ele interpretou o misterioso chofer Maciel Pereira, um coadjuvante inicialmente vilão, mas que ao final formou par com a personagem de Susana Vieira e conquistou o público. Com o sucesso na novela, ele participou do quadro Saltibum do Caldeirão do Huck em 2014. Mas teve que deixar a atração, pois durante as gravações ele sofreu uma luxação no pé esquerdo ao subir em uma árvore. Ficando três meses em recuperação. Mesmo com o problema, ele atuou na peça "Manual para dias de Chuva", em que contracenava com sua esposa Bruna Anaute (que teve que deixar a produção semanas depois devido a gravidez). Nesse meio período, ele não tinha vínculo com a Rede Globo ou com qualquer outra emissora, e a peça esteve presente em várias capitais do país. Em 2016, participou da série Juacas do Disney Channel, cuja primeira temporada foi ao arfoi ao ar em 2017.
Além de ator, Kiko também escreve peças de teatro. Já escreveu quatro, sendo uma para o público infanto-juvenil. Apesar de na televisão sempre ser chamado para fazer personagens de má índole, no teatro ele já interpretou diversos personagens. Como por exemplo na peça "4000 Dias ou Abra seus Olhos" onde ele interpretou um gay assumido (personagem que lhe rendeu uma indicação ao Prêmio Arte Qualidade 2016 como Melhor Ator de Comédia). Em 2017 estrelou a peça "O quarto estado da água" no primeiro semestre do ano, e no segundo semestre, gravou participação na primeira temporada da série Rio Heroes da Fox. Em 2018 retorna à Globo onde fez uma participação especial no último capítulo da novela O Outro Lado do Paraíso.
Em 16 de Janeiro de 2018, foi anunciado como o ator principal do filme O Doutrinador. O longa que contou com a direção de Gustavo Bonafé e Fabio Mendonça, é uma adaptação das HQs de Luciano Cunha. Com estreia em Setembro do mesmo ano, Kiko interpretou o personagem-título do filme no qual se preparou desde o segundo semestre de 2017. Ele também está presente na série produzida junto do longa-metragem que estreou em Setembro de 2019 no canal Space . Ainda em 2018, esteve no elenco da peça Eles Não Usam Black-tie, em comemoração aos 60 anos da história, ao lado da atriz Paloma Bernardi. 
Em 2024, fundou o Grupo de Teatro de Cosmópolis, em sua terra natal, com o lançamento da peça "Universo em Família", no qual escreveu e dirigiu.

## Outros projetos
Em julho de 2017, lançou em parceria com Zeca Simon, a marca American Bison. Uma grife de moda masculina de estilo urbano inspirados nos universos country, tribal e lenhador. Cujos produtos são vendidos na e-commerce American Bison Store . Em dezembro de 2019, lançou o livro infantil "Dino Vegx" pela Editora Viés, com ilustrações de Rodrigo de Freitas, cuja história incentiva as crianças a terem uma alimentação mais saudável.[carece de fontes?]

## Vida pessoal
Desde 2007 é casado com a atriz Bruna Anauate, conhecendo-a durante as filmagens do filme Rapsódia da Natureza Feminina em 2005. Os dois já atuaram juntos em peças e no filme Sol para Poucos. Um mês antes de se casar, Kiko fora diagnosticado com câncer na região pélvica, que foi retirado após uma operação. É pai de Antônio, que nasceu em Fevereiro de 2015, e Clara, que nasceu em Julho de 2018. Em 2013, durante as gravações de Amor à Vida, Kiko, que mora em São Paulo, transferiu-se para o Rio de Janeiro onde dividiu um apartamento com o ator Felipe Titto. A amizade dos dois na época foi mostrada em programas como o Vídeo Show e o Mais Você.
Em 19 de Outubro de 2016, sofreu um grave acidente ao andar de bicicleta pela rua. O ator, que defendia publicamente o uso das bicicletas e as ciclovias bateu em um carro após o freio da sua bicicleta não funcionar, e acabou sendo arrastado por outro veículo. No baque, ele quebrou a perna direita, e não teve problemas maiores por estar usando o capacete. Kiko anunciou o ocorrido em seu perfil no Instagram tranquilizando os fãs. Acidente que repercutiu nos principais portais de internet no Brasil. Ficando dois meses em recuperação.

## Teatro

### Como ator
| Ano     | Título                           | Personagem              |
| ------- | -------------------------------- | ----------------------- |
| 2004    | Em Outubro Flores                |                         |
| 2007    | Tristão e Isolda                 | Tristão                 |
| 2007–08 | Estrela Cigana                   |                         |
| 2009–10 | O Meu Amigo Pintor               | Pintor                  |
| 2010    | O Colecionador de Crepúsculos    | Alonso                  |
| 2011    | Namorados da Catedral Bêbada     |                         |
| 2011    | Avalon                           |                         |
| 2011–13 | Jaguar Cibernético               | Marlon Brando           |
| 2014–15 | Manual Para Dias Chuvosos        | Felipe                  |
| 2016    | 4000 Mil Dias ou Abra Seus Olhos | Michael                 |
| 2016–19 | As Duas Mortes de Roger Casament | Roger Casement (Lado B) |
| 2017–18 | O Quarto Estado da Água          | Ferdinando              |
| 2018–19 | Eles não Usam Black-tie          | Tião                    |
| 2021    | Eu Herói                         | Ele mesmo               |
| 2024    | Gaslight – Uma Relação Tóxica    | Ralf                    |

### Como autor
| Ano  | Título                                                |
| ---- | ----------------------------------------------------- |
| 2010 | Caminho de Casa: A História da Dupla Zé Pedro e Tiago |
| 2014 | Super Z e o Mundo do Lixo                             |
| 2016 | Honesto Quem?                                         |
| 2017 | Turbulência                                           |
| 2021 | Eu Herói                                              |
| 2024 | Universo em Família                                   |

## Filmografia

### Televisão
| Ano     | Título                        | Personagem / Cargo                 | Notas                                 | Canal              |
| ------- | ----------------------------- | ---------------------------------- | ------------------------------------- | ------------------ |
| 2010    | Cama de Gato                  | Capanga                            | Episódio: "7 de janeiro"              | TV Globo           |
| 2010    | Força-Tarefa                  | Policial                           | Episódio: "Os Justiceiros - Parte II" | TV Globo           |
| 2010    | Na Forma da Lei               | Jorjão                             | Episódio: "Maratona"                  | TV Globo           |
| 2011    | Insensato Coração             | Manolo                             |                                       | TV Globo           |
| 2012    | Avenida Brasil                | Jair                               | Episódios: "5–12 de abril"            | TV Globo           |
| 2012    | Julie e os Fantasmas          | Segurança                          | Episódio: "Festival"                  | Band / Nickelodeon |
| 2013    | O Negócio                     | Noivo bêbado                       | Episódio: "Focus Group"               | HBO                |
| 2013    | Amor à Vida                   | Maciel Pereira                     |                                       | TV Globo           |
| 2014    | Saltibum                      | Participante                       | Temporada 1                           | TV Globo           |
| 2015    | Os Dez Mandamentos            | Bakenmut                           | Temporada 1                           | TV Record          |
| 2017–19 | Juacas                        | Fagundes                           |                                       | Disney Channel     |
| 2018    | O Outro Lado do Paraíso       | Marido de Taís                     | Episódio: "11 de maio"                | TV Globo           |
| 2018    | Rio Heroes                    | Robson Lima                        |                                       | Fox Premium        |
| 2019    | O Doutrinador: A Série        | Miguel Montessanti / Doutrinador   |                                       | Space              |
| 2020    | Os Roni                       | Gildo Rompe Aço                    | Episódio: "Clayson, O Imorrível"      | Multishow          |
| 2022–23 | Tudo Igual... SQN             | Carlos Araújo                      |                                       | Disney+            |
| 2022    | O Cangaceiro do Futuro        | Figurante                          | Episódio: "O Rei do Cagaço"           | Netflix            |
| 2023    | Vai na Fé                     | Julião                             | Episódios: "3–11 de março"            | TV Globo           |
| 2023    | Chuva Negra                   | Rocha                              |                                       | Canal Brasil       |
| 2023    | Sala dos Professores          | Álvaro                             |                                       | Cine Brasil TV     |
| 2024    | Ponto FInal                   | Marinho                            | Episódios: "5" e "6"                  | Netflix            |
| 2024    | A Infância de Romeu e Julieta | Renato                             | Episódios: "18–19 de junho"           | SBT / Prime Video  |
| 2024    | No Corre                      | Marido da Cliente de Jackson Faive | Episódio: "Deu Match"                 | Multishow          |
| 2025    | Dona de Mim                   | Ernesto Barão                      | Episódios: "13–14 de maio"            | TV Globo           |
| 2025    | DNA do Crime                  | Cowboy                             | Temporada 2                           | Netflix            |

### Cinema
| Ano  | Título                                    | Personagem                       |
| ---- | ----------------------------------------- | -------------------------------- |
| 2005 | Rapsódia da Natureza Feminina             | Sherman                          |
| 2007 | Dama de Copas                             | Fritz                            |
| 2007 | Sol Para Poucos                           | Rico                             |
| 2008 | Pornô                                     | Alberto                          |
| 2008 | Corredora Cega                            | Felipe                           |
| 2009 | Nostra Bella Época                        | Genaro                           |
| 2010 | Duelo                                     | Lutador                          |
| 2013 | Gosto de Fel                              | Francisco                        |
| 2018 | O Doutrinador                             | Miguel Montessanti / Doutrinador |
| 2024 | Doutor Hipóteses                          | boneco (voz)                     |
| 2024 | A Valsa dos Ponteiros ou Algo Que o Valha | "A Morte"                        |
| 2025 | Love Kills                                | Balasz                           |
| 2025 | Resgate                                   | Dr. Eduardo                      |

### Internet
| Ano  | Título          | Personagem  | Notas                                               | Canal    |
| ---- | --------------- | ----------- | --------------------------------------------------- | -------- |
| 2010 | Status Solteira | Pablo       | Episódio: "Like a Virgin" Episódio: "Telemarketing" | Canal OI |
| 2012 | Risco no Disco  | Kaká Taylor | Capítulo 1                                          | AllTV    |

### Podcast
| Ano  | Título    | Personagem                       | Notas                 |
| ---- | --------- | -------------------------------- | --------------------- |
| 2018 | Terapeuta | Miguel Montessanti / Doutrinador | Episódio 14           |
| 2021 | Pod Drama | Olavo Capibaribe                 | Episódio: "Ligue Djá" |

## Livros
- 2019: Dino Vegx [26]
- 2021: Super Z e o Mundo do Lixo [27]

## Prêmios e indicações
| Ano  | Premiação             | Categoria                   | Trabalho                     | Resultado |
| ---- | --------------------- | --------------------------- | ---------------------------- | --------- |
| 2016 | Prêmio Arte Qualidade | Melhor Ator de Comédia      | 4000 Dias ou Abra Seus Olhos | Indicado  |
| 2019 | Prêmio TVPedia Brasil | Ator de Série ou Minissérie | O Doutrinador                | Indicado  |
| 2020 | Séries em Cena Awards | Melhor Ator Nacional        | O Doutrinador                | Indicado  |